# Platyura pseudochracea
Platyura pseudochracea är en tvåvingeart som beskrevs av Landrock 1925. Platyura pseudochracea ingår i släktet Platyura och familjen platthornsmyggor. Inga underarter finns listade i Catalogue of Life.